# Antonio Daza Vázquez
Antonio Daza Vázquez (Cuéllar ?-Valladolid, 1640) fue un noble, historiador, escritor y religioso español destacado por sus cargos de provincial y cronista de la Orden de San Francisco.

## Biografía
Nacido en Cuéllar en la segunda mitad del siglo XVI, fue hijo de Agustín Daza, regidor de dicha villa, y de su mujer Mencía Vázquez. Fue por ello hermano de Agustín Daza, capellán de honor y secretario de Felipe IV, fundador del Monte de Piedad de San Francisco, el segundo Monte de Piedad de España.
Habiendo ingresado en la Orden de San Francisco, comenzó sus estudios en el convento de san Francisco de Olmedo para pasar después al convento de San Francisco de Valladolid. Estudió teología en la Universidad de Valladolid y al finalizarlos fue nombrado secretario de su provincia y comisario de la Real Audiencia y Chancillería de Valladolid. Fue además guardián de los conventos franciscanos Ávila, Medina del Campo, de Valladolid y dos veces del convento de Palencia.
Nombrado en 1621 comisario general cerca del pontífice Gregorio XV, con autoridad de los duques de Toscana, consiguió que fuese sacado el hábito de san Francisco. A su regreso a España, fue nombrado visitador, provincial, custodio, cronista general de su orden y calificador del Santo Oficio de la Inquisición (1627).
En 1630 renunció al cargo de provincial y se refugió en el convento franciscano de Valladolid aquejado de gota, donde falleció en 1640, siendo sepultado en la capilla mayor del convento.

## Obras
- Historia, vida y milagros, éxtasis y revelaciones de la bienaventurada santa Juana de la Cruz, de la Tercera orden de nuestro Seráfico Padre san Francisco (Madrid, 1610).[2]
- Quarta parte de las chronicas de la Orden de San Francisco (Valladolid, 1611).[3]
- Ejercicios espirituales para los que viven vida solitaria (Roma, 1616).
- Historia de las llagas de Nuestro Seráfico Padre San Francisco (Madrid, 1617).
- Excelencias de la ciudad de Valladolid con la vida y milagros del santo Fr. Pedro Regalado (Valladolid, 1617).
- Libro de la Purísima Concepción de la Madre de Dios (Madrid, 1621).
- Exercicios espiritvales de las ermitas, instituydos por Nuestro Serafico Padre san Francisco para sus frayles (Roma, 1625).
- Vida del Bienaventurado San Pedro Regalado (Valladolid, 1627).
- Grandezas de Valladolid y vida del Venerable Padre Fr. Pedro de Villacreces.
- Vida de Juan Duns Scoto.
- Tesoro de la Inmaculada Concepción de Nuestra Señora.